# Dagar i Gdansk
Dagar i Gdansk är en svensk TV-film från 1981 i regi av Peter Berggren och med manus av Lars-Ola Borglid. Filmen premiärvisades den 14 oktober 1981 i TV2 och repriserades den 12 januari året efter.

## Rollista
- Robert Sjöblom
- Tomas Bolme
- Thomas Hellberg
- Ulla Akselson
- Svante Grundberg
- Anita Ekström